# Cycas thouarsii
Cycas thouarsii là một loài thực vật hạt trần trong họ Cycadaceae. Loài này được R.Br. mô tả khoa học đầu tiên năm 1810.